# Torrvedsholmen
Torrvedsholmen är en ö i Finland. Den ligger i Finska viken och i kommunen Sibbo i den ekonomiska regionen  Helsingfors i landskapet Nyland, i den södra delen av landet. Ön ligger omkring 23 kilometer öster om Helsingfors.
Öns area är 3,3 hektar och dess största längd är 340 meter i öst-västlig riktning.